# ДиДжулиан, Саша
Саша ДиДжулиан (Sasha DiGiulian) — американская скалолазка, была первой женщиной-американкой, которая пролезла в 2012 году трассу 9А. Была непобежденной юниоркой на соревнованиях в Америке.

## Биография
Саша ДиДжулиан родилась 23 октября 1992 г. в Александрии (штат Виргиния). Она начала лазать в 7 лет на Дне рождения старшего брата. К этому возрасту она уже успела позаниматься фигурным катанием, плаванием, гимнастикой и пр. В 9 лет Саша впервые выступила на соревнованиях и сразу же выиграла. С её слов, она даже не знала о том, что существуют соревнования по скалолазанию, она пришла на обычную тренировку, когда в зале проводились региональные соревнования, ей разрешили принять участие, и она «облазила» всех сверстниц. С тех пор она осталась непобежденной чемпионкой юниорских соревнований в США.
В 11 лет она пролезла первую трассу 8а. Перед выпуском из школы Саша залезла Южный дым (Southern Smoke, 8с+) и Люцифер (Lucifer, 8с+) в Red River Gorge (штат Кентукки).
В 2011 году Саша выиграла молодёжный Чемпионат Мира в сложности в Имсте (Австрия) и стала второй на взрослом Чемпионате Мира по боулдерингу в Арко (Италия).
После окончания школы, Саша ДиДжулиан поступила в Колумбийский университет, но решила на год отсрочить занятия, путешествуя и занимаясь скалолазанием, сосредоточившись на международных соревнованиях и скальных прохождениях, все же отдавая предпочтение последним. В октябре 2011 года она решилась на ещё один маршрут в Red River Gorge — Чистое воображение (Pure Imagination), категория которого на тот момент была 9а, но Адам Ондра понизил её после он-сайт прохождения маршрута в ноябре 2012 года.
25 апреля 2012 года она стала первой женщиной в Америке и третьей в мире (после испанки Хосуне Березиарту и француженки Шарлотты Дюриф), которая пролезла маршрут с категорией сложности 9а — Era Vella в Марголеф (Margalef), Испания. Саша ДиДжулиан ещё и самая молодая женщина, пролезшая 9а.
В 2013 году она выиграла престижные соревнования Psicobloc Masters Series, проводящиеся в формате Deep water solo, совершила первопроход маршрута Ролихлахла (Rolihlahla, 8с+) в Южной Африке и сделала первое женское прохождение мультипитча Bellavista (8с) в Альпах вместе со своим парнем Эду Марин (Edu Marin).
Сейчас Саша ДиДжулиан живёт в Нью-Йорке и изучает публицистику и бизнес на дневном стационаре Колумбийского университета, также она планирует выступать на международной спортивной арене.

«Я думаю, что буду лазить всю свою жизнь, а спортивный маркетинг привлек мое внимание, как то, чем я когда-то хотела заниматься».